# Algerische Männer-Handballnationalmannschaft
Die algerische Männer-Handballnationalmannschaft vertritt Algerien bei internationalen Turnieren im Männerhandball, wie den Afrikameisterschaften, den Weltmeisterschaften oder den Olympischen Spielen.

## Erfolge bei Meisterschaften

### Weltmeisterschaften
- Weltmeisterschaft 1974: 15. Platz
- Weltmeisterschaft 1982: 16. Platz
- Weltmeisterschaft 1986: 16. Platz
- Weltmeisterschaft 1990: 16. Platz
- Weltmeisterschaft 1995: 16. Platz
- Weltmeisterschaft 1997: 17. Platz
- Weltmeisterschaft 1999: 13. Platz
- Weltmeisterschaft 2001: 15. Platz
- Weltmeisterschaft 2003: 18. Platz
- Weltmeisterschaft 2005: 17. Platz
- Weltmeisterschaft 2009: 19. Platz
- Weltmeisterschaft 2011: 15. Platz
- Weltmeisterschaft 2013: 17. Platz
- Weltmeisterschaft 2015: 24. Platz
- Weltmeisterschaft 2021: 22. Platz
- Weltmeisterschaft 2023: 31. Platz (von 32 Teams)
  - WM-Kader 2023
- Weltmeisterschaft 2025: 30. Platz (von 32 Teams)
  - WM-Kader 2025

### Handball-Afrikameisterschaft
- 1974: unbekannt
- 1976: 2. Platz
- 1979: 3. Platz
- 1981: 1. Platz
- 1983: 1. Platz
- 1985: 1. Platz
- 1987: 1. Platz
- 1989: 1. Platz
- 1991: 2. Platz
- 1992: 3. Platz
- 1994: 2. Platz
- 1996: 1. Platz
- 1998: 2. Platz
- 2000: 2. Platz
- 2002: 2. Platz
- 2004: 4. Platz
- 2006: Vorrunde
- 2008: 3. Platz
- 2010: 3. Platz
- 2012: 2. Platz
- 2014: 1. Platz
- 2016: 4. Platz
- 2018: 6. Platz
- 2020: 3. Platz
- 2022: 5. Platz
- 2024: 2. Platz

### Olympische Spiele
- 1980: 10
- 1984: 12.
- 1988: 10.
- 1996: 10.

## Bisherige Trainer
- Alain Portes (5/2019–9/2021)
- Rabah Gherbi (seit Februar 2022)